# Nedim Peter Vogt
Nedim Peter Vogt (* 1952) ist ein Schweizer Rechtsanwalt.

## Leben
Nedim Peter Vogt ist der Sohn der Kunsthistoriker Adolf Max Vogt und Ulya Vogt-Göknil. Nach seiner Promotion zum Dr. iur. 1982 an der Universität Zürich erreichte er 1983 den Grad eines Master of Laws (LL.M.) an der Harvard Law School. Danach war er bei Cleary, Gottlieb (1983) und bei Paul, Weiss, Rifkind (1984) in New York tätig und kehrte 1985 nach Zürich zurück. Bis 2011 war er Partner bei der Anwaltskanzlei Bär & Karrer in Zürich und Lehrbeauftragter an der Universität Zürich.
Zusammen mit Heinrich Honsell begründete er als Mitherausgeber 1992 den Basler Kommentar und zusammen mit Hermann Schulin ist er Mitherausgeber der Texto Gesetzesausgabe zum OR, Obligationenrecht mit Nebenerlassen.
Vogt war Mitglied des Advisory Boards der Swiss Association of Trust Companies.

## Schriften (Auswahl)
Ein Gesamtverzeichnis der Publikationen von Nedim Peter Vogt findet sich in Heinrich Honsell, Bruno Huwiler, Hermann Schulin (Hrsg.): Privatrecht als kulturelles Erbe. Liber Amicorum für Nedim Peter Vogt. Basel 2012, S. 311 ff.
- Language Makes Law, in: Festschrift für Gerhard Wegen, München 2015, S. 78 ff.
- Switzerland (country report) (zusammen mit Delphine Pannatier) in: Sara Collins et al., International Trust Disputes, Oxford 2012, S. 477 ff.
- Privatnützige Vermögensperpetuierung in der Schweiz – Kann der Trust in seinem internationalen und schweizerischen Umfeld diese Aufgabe übernehmen? in: Dominique Jacob, Perspektiven des Stiftungsrechts in der Schweiz und in Europa, Basel 2010, S. 166.
- Tafeln zum Schweizerischen Obligationenrecht I – Allgemeiner Teil ohne Deliktsrecht (zusammen mit Hermann Schulin), 5. Auflage, Zürich 2011.
- Trusts und schweizerisches Recht (das Haager Trust-Übereinkommen und die neuen Art. 149a-e IPRG), in: 100 Jahre Schweizerisches ZGB, 80 Jahre Türkisches ZGB, Berlin 2008, S. 134–142.
- Vom nasciturus zum decujus – Überlegungen zur Person des Aktionärs (zusammen mit Daniel Leu), in Liber Amicorum für Rolf Watter, Basel 2008, S. 339 ff.
- English as the language of law and the 2005 Swiss Law Bibliography. (zusammen mit Jens Drolshammer), in: LeGes Bundeskanzlei, Bern, ISSN 1420-2395, Bd. 18 (2007) 2, S. 229–238.
- Die Unabtretbarkeit von Forderungen: Bemerkungen zum Schweizerischen Vertrags- und Erbrecht (zusammen mit Hermann Schulin), in: Festschrift für Bruno Huwiler, Bern 2007, S. 609 ff.
- The Survivior Takes All: Joint-Tenancy ähnliche Rechtsfiguren im Schweizerischen Recht (zusammen mit Stefan Liniger), in: Festschrift für Dieter Zobel, Zürich 2003, S. 319ff
- English as the Language of Law? An Essay on the Legal Lingua Franca of a Shrinking World (zusammen mit Jens Drolshammer), Zürich 2003
- The Importance of Being Earnest – Englischsprachiger Zugang zum Schweizerischen Recht, in: Festschrift für Peter Forstmoser, Zürich 2003, S. 799.
- Der Allgemeine Teil des Schweizerischen Obligationenrechts und sein heutiges Umfeld, in Liber Amicorum für Hermann Schulin, Basel 2002, S. 149 ff.
- Disputes involving trusts (Hrsg.), Basel etc. 1999
- Die Zustimmung des Dritten zum Rechtsgeschäft (Einwilligung, Ermächtigung, Genehmigung und Vollmacht im schweizerischen Privatrecht). Schulthess, Zürich 1982 (Dissertation).